# Syn marnotrawny (box set Jacka Kaczmarskiego)
Syn marnotrawny – zestaw 22 płyt CD wydanych w 2004 roku przez Pomaton EMI w zbiorczym tekturowym opakowaniu wraz z książeczką opisującą wszystkie płyty Jacka Kaczmarskiego. Poszczególne krążki znajdują się w tekturowych kopertach ochronnych, na których awersie umieszczona jest reprodukcja okładki płyty oryginalnej, a rewersy ułożone jeden obok drugiego w kwadrat tworzą mozaikę – zdjęcie Jacka Kaczmarskiego.
Zestaw zawiera wszystkie oficjalnie wydane płyty Kaczmarskiego z wyjątkiem płyty koncertowej Koncert '97. Nazwa Syn marnotrawny nawiązuje do piosenki z programu Wojna postu z karnawałem o tym właśnie tytule. Redaktorem wydania i autorem obszernej książeczki był Daniel Wyszogrodzki.
Dorobek Jacka Kaczmarskiego w większości doczekał się nagrań płytowych i kolejnych wznowień cyfrowych – nie wszystkie jednak programy. W tym zestawie wydano wszystkie płyty na nośniku cyfrowym, niektóre poddając zabiegom remasteringu, w szczególności te tworzone ze starych nagrań koncertowych.
Box set uzyskał certyfikat dwukrotnie platynowej płyty w 2006 roku.

## Zawartość zestawu[1]
- Mury – 51:45
- Raj – 57:23
- Muzeum – 65:54
- Krzyk – 41:04
- Carmagnole 1981 – 52:47 (dotychczas płyta analogowa nie wydana w Polsce)
- Strącanie aniołów – 47:09 (dotychczas płyta analogowa nie wydana w Polsce)
- Chicago Live ’83 – 79:18 (dotychczas płyta analogowa nie wydana w Polsce)
- Litania – 36:18 (dotychczas płyta analogowa nie wydana w Polsce)
- Kosmopolak – 58:10
- Dzieci Hioba – 56:51
- Głupi Jasio – 52:34
- Live – 66:45
- Mury w Muzeum Raju – 73:13
- Bankiet – 66:35
- Wojna postu z karnawałem – 73:49
- Sarmatia – 66:55
- Szukamy stajenki – 56:08 (wcześniej wyłącznie na kasecie)
- Pochwała łotrostwa – 61:21
- Między nami – 48:09
- Dwie skały – 67:04
- Dwadzieścia (5) lat później – 58:18
- Mimochodem – 68:11

## Wydania[1]
- 2004 – Pomaton EMI (nr kat. 4733932)
- 2007 – Box set włączony do Arki Noego – zestawu 37 płyt wydanego przez Pomaton EMI